# Llista de muntanyes de Suïssa
Llista de muntanyes de Suïssa, ordenades alfabèticament.
| Índex A B C D E F G H I J K L M N O P Q R S T U V W X Y Z |

## A
| Muntanya            | Altitud (m) | Serralada     |
| ------------------- | ----------- | ------------- |
| Agassizhorn         | 3.946       | Alps Bernesos |
| Ago di Sciora       | 3.205       | Bregaglia     |
| Agulla d'Argentière | 3.901       | Alps Graians  |
| Arpelistock         | 3.035       | Alps Bernesos |
| Augstbordhorn       | 2.971       | Alps Penins   |
| Augstenberg         | 3.161       | Silvretta     |

## B
| Muntanya           | Altitud (m) | Serralada      |
| ------------------ | ----------- | -------------- |
| Breithorn          | 4.164       | Alps Penins    |
| Breithornzwillinge | 4.106       | Alps Penins    |
| Brienzer Rothorn   | 2.351       | Alps Bernesos  |
| Bristen            | 3.073       | Alps Glarus    |
| Brunegghorn        | 3.833       | Alps Penins    |
| Brunnethorn        | 2.952       | Alps Penins    |
| Bruschghorn        | 3.056       | Alps Lepontins |
| Böshorn            | 3.2068      | Alps Penins    |
| Bündner Vorab      | 3.028       | Alps Glarus    |
| Bürkelkopf         | 3.033       | Alps Samnaun   |
| Bütlasse           | 3.0191      | Alps Bernesos  |

## C
| Muntanya | Altitud (m) | Serralada   |
| -------- | ----------- | ----------- |
| Cerví    | 4.478       | Alps Penins |

## D
| Muntanya             | Altitud (m) | Serralada     |
| -------------------- | ----------- | ------------- |
| Drusberg o Druesberg | 2.282       | Alps          |
| Dreispitz            | 2.520       | Alps Bernesos |

## E
| Muntanya | Altitud (m) | Serralada     |
| -------- | ----------- | ------------- |
| Eiger    | 3.970       | Alps Bernesos |

## G
| Muntanya   | Altitud (m) | Serralada    |
| ---------- | ----------- | ------------ |
| Grübelkopf | 2.894       | Alps Samnaun |

## L
| Muntanya | Altitud (m) | Serralada   |
| -------- | ----------- | ----------- |
| Lyskamm  | 4.527       | Alps Penins |

## M
| Muntanya           | Altitud (m) | Serralada   |
| ------------------ | ----------- | ----------- |
| Mont Rosa (Dufour) | 4.634       | Alps Penins |

## U
| Muntanya  | Altitud (m) | Serralada |
| --------- | ----------- | --------- |
| Uetliberg | 873         | Albis     |